# Chrishall
Chrishall – wieś i civil parish w Anglii, w hrabstwie Essex, w dystrykcie Uttlesford. Leży 42 km na północny zachód od miasta Chelmsford i 61 km na północ od Londynu. W 2011 roku civil parish liczyła 555 mieszkańców. Chrishall jest wspomniana w Domesday Book (1086) jako Cristeshala.